# Људмила Павличенко
Људмила Михајловна Павличенко (укр. Людмила Михайлівна Павліченко; рус. Людмила Михайловна Павличенко; Била Црква, 12. јул 1916 — Москва, 10. октобар 1974) је током Другог светског рата била припадник Црвене армије и најуспешнији совјетски снајпериста. Избацила је из строја 309 непријатељских војника, углавном користећи полуаутоматску пушку СВТ-40, и на тај начин постала најуспешнија жена снајпериста свих времена. Пре тога, имала је потешкоћа да буде примљена у Црвену армију, па јој је у почетку дозвољено да обавља врши само партизанске задатке. Тек кад је уочена њена стрељачка вештина, примљена је у армију са чином вишег поручника. За своје заслуге у борби против немачког агресора одликована је Лењиновим орденом. Приликом немачког напада на СССР, током битке за Одесу и Севастопољ, нашла се међу браниоцима.

## Биографија

### Младост
Људмила Павличенко је рођена 12. јула 1916. у малом украјинском селу Белој Цркви (Кијевска област) у породици радника. Као самоуверена, самостална и обдарена ученица, успешно је завршила девети разред у свом родном месту, пре него што се са родитељима преселила у Кијев. Након завршетка средње школе, запослила се у кијевској фабрици оружја у којој је радила као брусач. Убрзо по доласку у Кијев, учланила се у стрељачки клуб друштва ОСОАВИАКИМ у којем је успешно завршила стрељачку обуку. 1937. уписала је студије историје на Кијевском универзитету.

### Други светски рат
Рат је Људмилу затекао као двадесет и четворогодишњу студенткињу историје на кијевском универзитету. Као и многи омладинци, и она је похитала да се придружи армији у жељи да брани отаџбину од инвазионих снага. У почетку су је регрутни официри сумњичаво гледали када им је саопштила да има искуства у стрељаштву. Пошто у том тренутку још нису примале жене у армију, понудили су јој да буде медицинска сестра, али је она то одлучно одбила. Доказавши своје умеће у стрељаштву, примљена је у 25. стрељачку дивизију „В. И. Чапајев“ као снајпериста. Постала је једна од 2000 снајпериста у саставу Црвене армије, од којих ће само око њих 500 дочекати крај рата. Врло брзо тога, нашла се на бојишту у близини Одесе августа 1941. године.
Приликом одбране једног виса изнад села Биљивке (Одеска област), забележила је прва два поготка међу румунским војницима користећи притом пушку Мосин-Наган са оптичким нишаном. Због учесталих борби са инвазионим снагама, провешће два и по месеца на ратишту са својом дивизијом у близини Одесе, где ће са полуаутоматском пушком (Токарев СВТ-40) опремљеном оптичким нишаном избацити из строја 187 непријатељских војника.
Након што су Немци стекли контролу над Одесом, њена дивизија је повучена на полуострво Крим. Током борби на полуострву Крим и током битке за Севастопољ, Павличенко, која је 8 месеци непрекидно била на првој линији фронта, рањена је шрапнелом минобацачке гранате јуна 1942. године. Само месец дана након што се опоравила од рањавања, наређено јој је да се укрца у подморницу и напусти Севастопољ. С обзиром на то да је Људмила постала један од симбола борбе против немачког агресора, њени претпостављени сматрали су да је њен живот превише драгоцен и да би њена смрт на бојишту знатно утицала на морал Црвене армије и совјетског народа. Такође, закључено је да је њена стрељачка вештина драгоцена и да би она могла знатно више да допринесе победи Црвене армије као стрељачки инструктор. До тренутка када је повучена са бојишта, Павличенко је избацила из строја 309 непријатељских војника, од којих 36 снајпериста.
Послата је у Канаду и САД, поставши прва совјетска грађанка коју је примио амерички председник августа 1942. године.
Стекавши чин мајора, Павличенко се више никада није вратила на ратиште. Уместо тога постала је инструктор. Обучавала је стотину совјетских снајпериста до краја рата. Године 1943. одликована је Златном звездом и проглашена је за хероја Совјетског Савеза.

### Послератно доба
Након рата вратила се на кијевски универзитет. У периоду између 1945. и 1953. обављала је дужност помоћника шефа Главног штаба совјетске морнарице. Учествовала такође и у многим конференцијама и конгресима. Била је активна у Совјетском комитету ратних ветерана. Умрла је 1974. године и сахрањена је на гробљу Новодевичје у Москви.

## Галерија
- Поштанска марка из 1943. са ликом Људмиле Павличенко
- Људмила Павличенко на поштанској марки, 1976. године
- Павличенко (у средини), са Робертом Џексоном и Еленор Рузвелт